# Cantenay-Épinard
Cantenay-Épinard är en kommun i departementet Maine-et-Loire i regionen Pays de la Loire i nordvästra Frankrike. Kommunen ligger i kantonen Angers-Nord som tillhör arrondissementet Angers. År 2022 hade Cantenay-Épinard 2 397 invånare.

## Befolkningsutveckling
Antalet invånare i kommunen Cantenay-Épinard
| Referens: INSEE |